# Maidtaube
Die Maidtaube (Turtur brehmeri), auch Blaukopftaube oder Blaukopf-Waldtaube genannt, ist eine Art der Taubenvögel. Innerhalb der Gattung der Afrikanischen Buschtauben ist sie die größte Art. Sie kommt ausschließlich im tropischen Afrika vor.

## Erscheinungsbild
Die Maidtaube erreicht eine Körperlänge von 25 Zentimetern. Sie ist damit kleiner als eine Lachtaube, ihr Körperbau ist jedoch etwas kompakter und der Kopf größer als bei dieser Taubenart. Auffällig ist der im Verhältnis zur Körpergröße lange Schwanz. Ein Geschlechtsdimorphismus ist nicht vorhanden.
Die Maidtaube ist auf Grund ihrer spezifischen Gefiederfärbung unverwechselbar. Kopf und Nacken sind leuchtend blaugrau. Der Rest des Körpergefieder ist satt Rotbraun. Am Hals, auf dem Mantel und den Flügeldecken glänzt dieses Gefieder rötlich violett. Die Handschwingen sind dunkel. Der Schnabel ist an der Basis rötlichgrau und wird zur Spitze hin matt grünlich. Die Iris ist schwarzbraun. Die Füße sind rötlich.

## Verbreitung und Lebensraum
Die Maidtaube besiedelt nur ein verhältnismäßig kleines Verbreitungsgebiet in Afrika. Sie kommt von Sierra Leone und Liberia bis in den Süden der Elfenbeinküste und Ghanas vor. Zum Verbreitungsgebiet gehört auch der Süden Nigerias bis zum Süden Kameruns, Gabun und der Norden Kongos bis nach Zentral-Kongo und Angola. Sie ist im gesamten Verbreitungsgebiet eine verhältnismäßig seltene Art. Allerdings kann es lokal zu einer größeren Bestandsdichte kommen, wenn ausreichend Nahrungsressourcen zur Verfügung stehen. Die Art besiedelt nahezu ausschließlich primären Regenwald.

## Lebensweise
Die Maidtaube sucht ihre Nahrung auf dem Boden und nistet im Unterholz oder niedrig in Bäumen. Sie meidet Waldlichtungen. Zum Nahrungsspektrum gehören Sämereien und auf dem Boden liegende Früchte. Sie frisst zudem auch Schnecken sowie Insekten und deren Larven. Die Fortpflanzungszeit variiert in Abhängigkeit vom Verbreitungsgebiet. In Kamerun fällt der Höhepunkt der Fortpflanzungszeit in den August. In Gabun brütet die Art dagegen im Zeitraum Dezember bis Mai. Das Nest ist eine lose Plattform aus Zweigen und kleinen Wurzeln. Es wird, für Tauben ungewöhnlich, auf trockenen Blättern errichtet. Die Nester finden sich gewöhnlich in einer Höhe zwischen 2,5 und 5,5 Meter über dem Erdboden. Das Gelege besteht aus ein bis zwei Eiern. Die Details der Fortpflanzungsbiologie sind nur durch Beobachtungen an in menschlicher Obhut gepflegten Vögeln bekannt. Dort verlassen die Jungvögel nach 14 Tagen das Nest. 

## Haltung in menschlicher Obhut
Die Maidtaube wurde in Europa erstmals ab 1870 vom Zoo in London gehalten. Die Erstzucht gelang erst in den 1950er Jahren. Sie ist in der Wildtaubenhaltung eine sehr seltene Art. Importierte Tiere sind nicht nur anfangs sehr scheu, sondern häufig auch in keinem guten körperlichen Zustand. Zuchterfolge mit dieser Art sind sehr selten.

## Belege

### Weblink
- Turtur brehmeri in der Roten Liste gefährdeter Arten der IUCN 2013.2. Eingestellt von: BirdLife International, 2012. Abgerufen am 4. Januar 2014.